# Hatton, Sri Lanka
Hatton är en ort i Sri Lanka.   Den ligger i provinsen Centralprovinsen, i den södra delen av landet, 80 km öster om huvudstaden Colombo. Hatton ligger 1 271 meter över havet och antalet invånare är 15 073.
Terrängen runt Hatton är kuperad. Runt Hatton är det tätbefolkat, med 427 invånare per kvadratkilometer. Hatton är det största samhället i trakten. Omgivningarna runt Hatton är en mosaik av jordbruksmark och naturlig växtlighet.